# Wörth an der Lafnitz
Wörth an der Lafnitz ist eine Ortschaft und ehemalige Gemeinde im Gerichtsbezirk Fürstenfeld und im politischen Bezirk Hartberg-Fürstenfeld in der Steiermark (Österreich). Seit 1. Jänner 2015 ist sie im Rahmen der steiermärkischen Gemeindestrukturreform mit der Gemeinde Rohr bei Hartberg zusammengeschlossen. Die Ortschaft hat 374 Einwohner (Stand 1. Jänner 2024).

## Geografie

### Geografische Lage

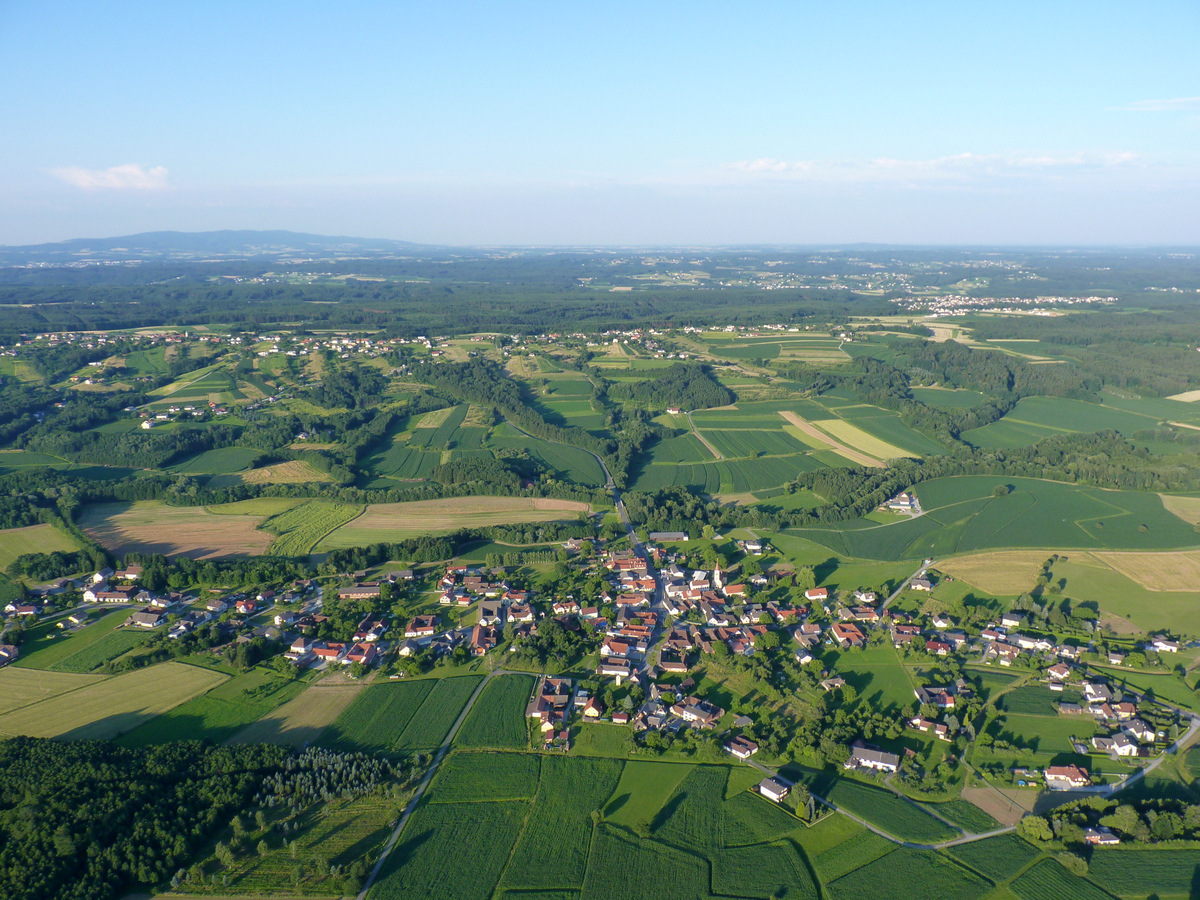
Luftbild von Wörth an der Lafnitz

Wörth liegt inmitten der Thermenregion der Steiermark und des Burgenlandes. Östlich der Ortschaft bildet der Fluss Lafnitz die Grenze zum benachbarten Bundesland Burgenland.

### Gliederung der ehemaligen Gemeinde
Einzige Katastralgemeinde war Wörth, einzige Ortschaft Wörth an der Lafnitz.

## Geschichte
Der Ort Wörth dürfte sehr alt sein, wenn auch sein Alter nicht urkundlich nachweisbar ist. Da in der Umgebung Grabungen mit Kelten- und Römergräben sowie Äscherungen gefunden wurden, dürfte dies ein Beweis sein, dass die Kelten und dann die Römer hier gelebt haben.
Das Dorf Wörth, ein lang gestrecktes, zweizeiliges Straßendorf mit Gewannflur, wurde vermutlich gleichzeitig mit oder bald nach der Erbauung der Burg Wörth wahrscheinlich von Gottschalk III. von Neuberg (1218–1266) gegründet. Es war das erste und größte Dorf der Herrschaft an der Lafnitz mit etwa 60 Höfen. Das Dorf wurde 1330 zum ersten Mal urkundlich erwähnt. Die nächste Nennung stammte aus dem Jahre 1418, denn im Frühjahr wurde die Pfarre von den Ungarn verwüstet. Bis 1529 fand das Dorf urkundlich dann keine weitere Erwähnung. Als in diesem Jahr die Türken Wörth zerstörten, wurden bei der Anführung der Schäden alle Wörther zum ersten Mal urkundlich genannt.
Die ärgsten Heimsuchungen erlitt das Grenzdorf Wörth in der Kuruzenzeit. Am 25. Juli 1704 wurde das Dorf gänzlich niedergebrannt. Die Wörther hatten bald ihre Hofstätten wieder aufgebaut, wenn auch nicht zur Gänze, doch wurden sie fast wöchentlich durch Einfälle und Beraubungen bedroht. Anfang Januar 1707 wurde das Dorf durch die einquartierten Tollpatschen (Fußsoldaten) schwerstens geschädigt. Beim Einfall des Kuruzenführers Bezerédy am 28. August wurde das ganze Dorf mit den wiederaufgebauten Häusern neuerdings völlig niedergebrannt. Erst 1712 kehrte wieder langsam Ordnung ein. Die Häuser waren teilweise aufgebaut und die Gründe wurden wieder bewirtschaftet.
Am 26. Juli 1944 konnten die Ortsbewohner im Luftraum über Wörth einen Luftkampf zwischen einem amerikanischen B-17 Bomber und mehreren deutschen Jagdflugzeugen vom Typ Messerschmitt Bf 109 beobachten. Der Bomber wurde abgeschossen und stürzte einige Kilometer weiter im Osten, in Stinatz, ab. Drei Besatzungsmitglieder überlebten den Luftkampf nicht, sechs andere konnten sich mit dem Fallschirm retten.
Seit 1976 besteht eine Freundschaft des Musikvereins Wörth an der Lafnitz mit dem Musikverein „Edelweiß“ Wörth am Rhein in Deutschland.

## Politik

### Gemeinderat
Die letzten Gemeinderatswahlen brachten die folgenden Ergebnisse:

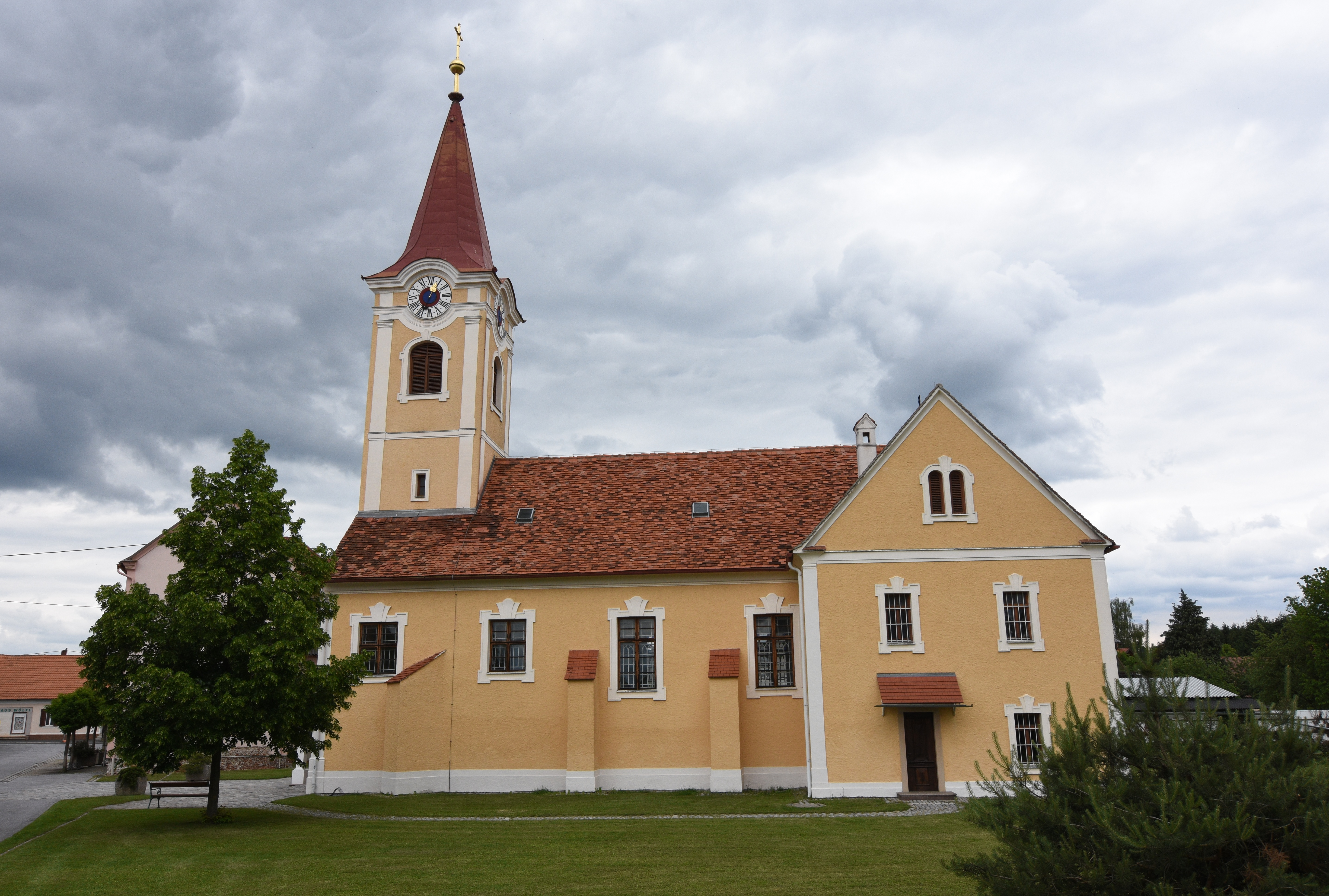
Kirche Wörth an der Lafnitz

| Partei            | 2010    | 2010    | 2010    | 2005    | 2005    | 2005    | 2000    | 2000    | 2000    | 1995    | 1995    | 1995    | 1990    | 1990    | 1990    | 1985 | 1985 | 1985 | 1980 | 1980 | 1980 | 1975 | 1975 | 1975 |
| Partei            | Stimmen | %       | Mandate | St.     | %       | M.      | St.     | %       | M.      | St.     | %       | M.      | St.     | %       | M.      | St.  | %    | M.   | St.  | %    | M.   | St.  | %    | M.   |
| ----------------- | ------- | ------- | ------- | ------- | ------- | ------- | ------- | ------- | ------- | ------- | ------- | ------- | ------- | ------- | ------- | ---- | ---- | ---- | ---- | ---- | ---- | ---- | ---- | ---- |
| ÖVP               | 192     | 67      | 6       | 158     | 54      | 5       | 122     | 46      | 4       | 214     | 70      | 7       | 189     | 67      | 7       | 197  | 74   | 6    | 188  | 72   | 6    | 177  | 66   | 6    |
| SPÖ               | 093     | 33      | 3       | 138     | 46      | 4       | 144     | 54      | 5       | 065     | 21      | 2       | 058     | 20      | 2       | 070  | 26   | 3    | 074  | 28   | 3    | 093  | 34   | 3    |
| FPÖ               |         |         |         |         |         |         |         |         |         | 026     | 09      | 0       | 037     | 13      | 0       |      |      |      |      |      |      |      |      |      |
| Wahl- beteiligung | 89,41 % | 89,41 % | 89,41 % | 90,45 % | 90,45 % | 90,45 % | 86,67 % | 86,67 % | 86,67 % | 93,31 % | 93,31 % | 93,31 % | 96,32 % | 96,32 % | 96,32 % | 94 % | 94 % | 94 % | 93 % | 93 % | 93 % | 91 % | 91 % | 91 % |

### Bürgermeister
Letzter Bürgermeister war Karl Taschner (ÖVP), letzter Vizebürgermeister war Martin Resch (ÖVP).

### Wappen
Die Verleihung des Gemeindewappens erfolgte mit Wirkung vom 1. Juli 1992. Das Wappen hat die kürzeste Beschreibung aller bisherigen in der Steiermark, die Blasonierung ist wie folgt: In Rot ein silberner Wolfsdrache.
Als Wappen wurde Silber und Rot gewählt, weil dies auch die Farben des Hl. Georg sind. Schon auf den frühesten Darstellungen dieses Drachenheiligen wird sein Pferd in Weiß wiedergegeben. Die Fahne an der Lanze ist ebenfalls weiß, darauf erscheint ein rotes Kreuz. In Wappen wird die Farbe Weiß als Silber dargestellt.

## Kultur und Sehenswürdigkeiten
- Pfarrkirche hl. Georg

## Wirtschaft und Infrastruktur
In Wörth haben sich hauptsächlich kleine Gewerbebetriebe angesiedelt.